# DT Большой Медведицы
DT Большой Медведицы (лат. DT Ursae Majoris) — одиночная переменная звезда в созвездии Большой Медведицы на расстоянии (вычисленном из значения параллакса) приблизительно 147582 световых лет (около 45249 парсеков) от Солнца. Видимая звёздная величина звезды — от +15,8m до +14,3m.

## Характеристики
DT Большой Медведицы — пульсирующая переменная звезда типа RR Лиры (RR).